# Llista d'espècies de tetragnàtids

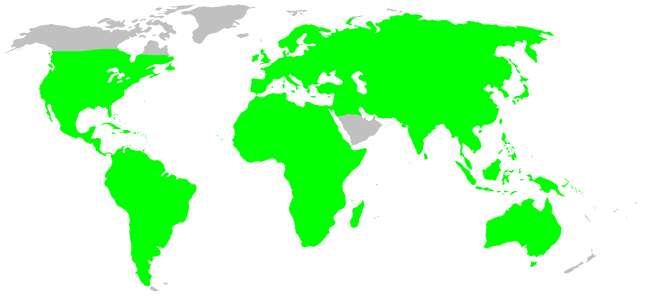
Distribució dels tetragnàtids

Aquesta és la llista d'espècies de tetragnàtids, una família d'aranyes araneomorfes. Conté la informació recollida fins al 2 de novembre de 2006 i hi ha citats 52 gèneres i 955 espècies; d'elles, 326 pertanyen al gènere Tetragnatha. La seva distribució és molt extensa, trobant-se pràcticament per tot el món.
Degut a l'extensió del llistat l'article s'ha dividit en dos parts d'una mida més assequible, seguint l'ordre alfabètic:
- Llista d'espècies de tetragnàtids (A-N)
- Llista d'espècies de tetragnàtids (O-Z)